# 3698 Manning
3698 Manning (1984 UA2) là một tiểu hành tinh vành đai chính được phát hiện ngày 29 tháng 10 năm 1984 bởi E. Bowell ở Flagstaff (AM).
Tênd in honor of Brian Manning, British amateur cometary astrometrist,
whose numerous contributions to the IAU Circulars và Minor Planet Circulars,
as well as to the astrometric campaigns of International Halley Watch, have
been consistently timely và of the highest accuracy. Tên suggested by
D. K. Yeomans và B. G. Marsden, the citation being prepared bởi the latter.